# Кривогуз, Игорь Михайлович
И́горь Миха́йлович Кривогу́з (род. в 1926 г. в станице Кавказской Краснодарского края) — советский и российский историк, доктор исторических наук, профессор.

## Биография
Участник Великой Отечественной войны. В 1952 году защитил кандидатскую диссертацию «Начало массового антивоенного движения в Германии в период первой мировой империалистической войны (1914—1916 гг.)». Работал в Ленинграде, в 1972 году стал профессором Академии общественных наук при ЦК КПСС, Автор многих учебников истории для средней и высшей школы.
Имел двоих сыновей; сын Михаил — экономист.

## Оценки
Профессор И. С. Кремер вспоминал: «…Он был подлинным русским интеллигентом, широко образованным исследователем и мыслителем. Он был добрым, отзывчивым человеком. Для него не было „чужих“ проблем — все, что случалось с его близкими и друзьями, действительно, проходило через его сердце. Наконец, он был замечательным отцом семейства, отцом двух сыновей (нелепую смерть одного из них в 1996 г. Игорю Михайловичу пришлось пережить)…»
«…известен в научных кругах как автор глубоких работ по истории германского рабочего движения. Его книга об организации левых социалистов „Спартак“ до сих пор является одной из самых глубоких и объективных работ по истории Германии в годы Первой мировой войны. И. М. Кривогуз был одним из самых ярких исследователей международного рабочего движения. Его книги … принадлежат к лучшим трудам советской историографии по этим проблемам и до сих пор не утратили своего значения для любого, кто интересуется или сам занимается сложной и всегда политически острой историей социальных движений XX в.
Наконец, вспоминая его славный путь историка и политолога, необходимо вспомнить о выдающемся вкладе И. М. Кривогуза в образование новых поколений школьников и студентов. Речь идет о написанных им учебниках („Новая история стран Европы и Америки“, „Основы науки о политике“, „Политология“ и другие). … Продуктивность его исследовательского труда поражает — его перу принадлежат более 250 публикаций»

## Основные работы
- «Спартак» и образование Коммунистической партии Германии М., 1962.
- «Второй интернационал. 1889—1914»
- «Очерки современного международного рабочего и коммунистического движения»
- «Рабочий социалистический Интернационал (1923—1940)»
- «Крушение „реального социализма“ в Европе и судьбы освободившихся народов»
- «Трансформация стран Североатлантического региона»,
- «Либерализация России: начало долгого пути»
- Новая история стран Европы и Америки/ под ред. Кривогуза И. М. М.: 2005. 911 с.
- Солдатские мемуары. М.: Моск. гос. ун-т печати, 2009.
- Желанное слово «Победа!»: мемуары участников Великой Отечественной войны: к 65-летию Великой Победы. М.: Воениздат, 2010. (Редкая книга).; ISBN 978-5-203-02040-6